# صحراء كاركروس

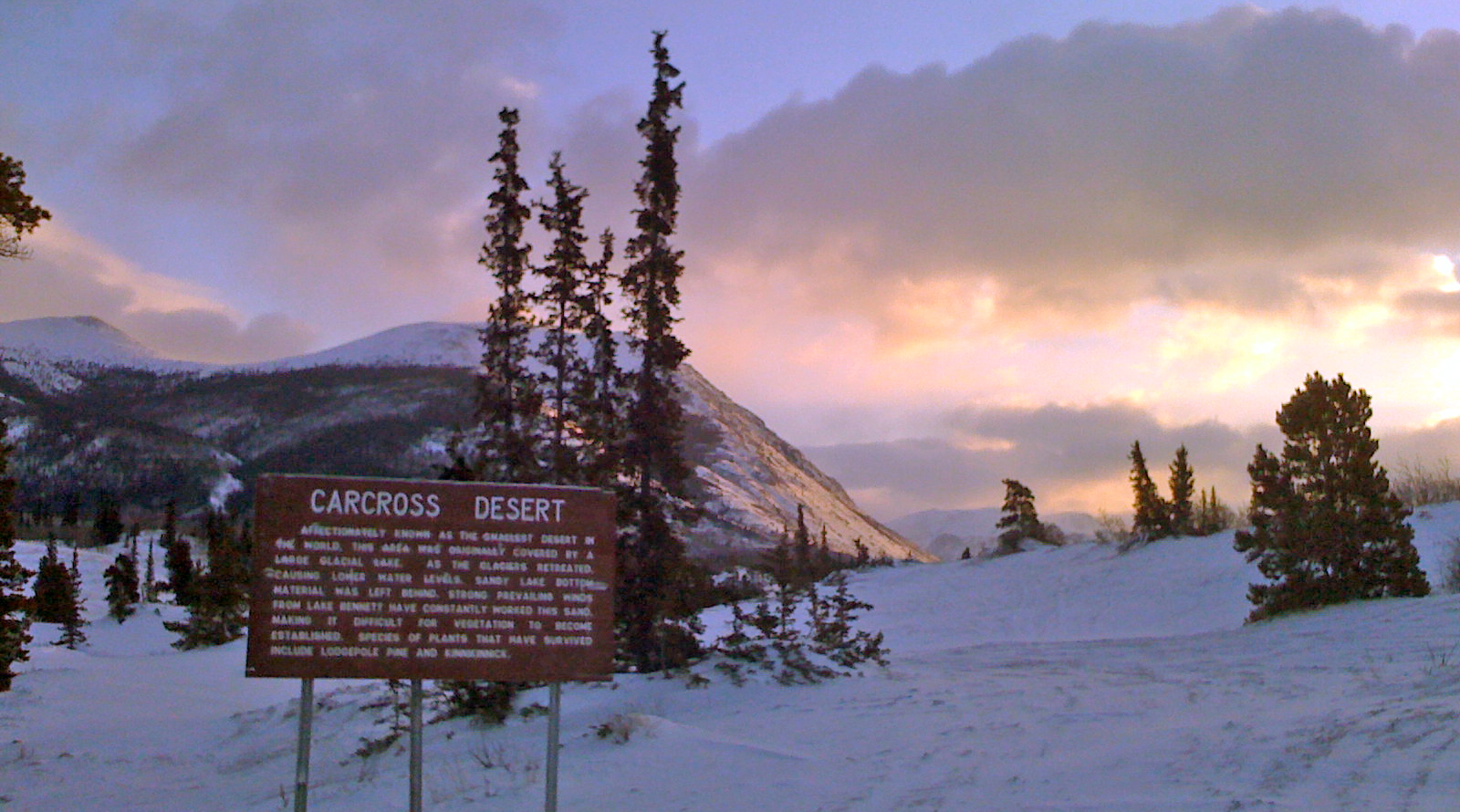
صحراء كاركروس في الشتاء

صحراء كاركروس (بالإنجليزية: Carcross Desert) تقع الصحراء خارج كاركروس يوكون، كندا، غالبا ما تعتبر أصغر صحراء في العالم، وعلى الرغم من أن هذا غير صحيح حيث أن صحراء ماين تبلغ مساحتها 40 فدان مربع، أما صحراء كاركوس فتبلغ مساحتها حوالي ميل مربع (2.6 كلم2).

## تاريخ الصحراء
ويشار إلى صحراء كاركوس على أنها صحراء، ولكن في الواقع هي سلسلة من الكثبان الرملية الشمالية، تقع في مقاطعة يوكن الكندية بالقرب من الحدود الأمريكية ولاية ألسكا، وتتوسط الصحراء سلسة جبال شاهقة وبحيرات مائية، المناخ فيها رطب جدا ولهذا سميت هذه الكثبان بالصحراء، تشكل الرمل في الصحراء خلال العصر الجليدي الأخير عندما جفت الكتل الجليدية. تأتي الرمل أساسا من بحيرة (بينيت) في فترة العواصف الترابية، تحتوي الكثبان على تشكيلة واسعة من النباتات، بما في ذلك الأنواع غير المألوفة مثل نبات بايكال سيدج والترمس يوكون وغيرها.
وقد بذلت الحكومة الإقليمية في يوكون جهود حثيثة لحماية صحراء كاركوس في عام 1992 ، لكنها فشلت بسبب معارضة السكان المحليين الذين يستخدمون الكثبان في الترفيه.

## مناخ الصحراء
الصحراء هي الأكثر جفافا من المنطقة المحيطة بها، وتتلقي أقل من 50 سم من الأمطار سنويا، ويرجع ذلك أساسا إلى تأثير ظل الأمطار الناجمة عن الجبال المحيطة بها.

## السياحة في الصحراء
تستخدم علامة إخبارية على الكثبان الرملية في الصحراء من قبل السكان المحليين لإرشاد السائحين عن مواقع الصحراء، وتستخدم المجموعات السياحية أيضا المناطق الوعرة في جولاتها السياحية، وهناك أنشطة صيفية أخرى تشمل المشي لمسافات طويلة وتشمل جميع التضاريس في الصحراء.
في فصل الشتاء، تستخدم الصحراء بشكل رئيسي كمنطقة للتزلج على الجليد، ويعد الممر الأبيض وطريق يوكون من أهم المعالم السياحية الشهيرة، وبذلك لكثرة السياح الزوار لها كل عام.

## الراجع
1. ↑  "Carcross Desert". مؤرشف من الأصل في 2012-06-20. اطلع عليه بتاريخ 2009-03-16.

‌